# Tuffi ai Giochi della IX Olimpiade - Trampolino femminile
La competizione del trampolino femminile  di tuffi ai Giochi della IX Olimpiade si tenne il giorno 11 agosto 1928 al Olympic Sports Park Swim Stadium di Amsterdam

## Risultati

### Finale
6 tuffi, 3 obbligatori dal trampolino di 3 metri, e 3 liberi dai trampolini da 1 o 3 metri.
| Pos.    | Atleta              | Nazione     | Giudici                | Giudici                | Giudici             | Giudici             | Giudici            | Giudici            | Giudici                  | Giudici                  | Giudici           | Giudici           | Punti Ordinali | Media Punti |
| Pos.    | Atleta              | Nazione     | Stati Uniti (bandiera) | Stati Uniti (bandiera) | Germania (bandiera) | Germania (bandiera) | Francia (bandiera) | Francia (bandiera) | Gran Bretagna (bandiera) | Gran Bretagna (bandiera) | Svezia (bandiera) | Svezia (bandiera) | Punti Ordinali | Media Punti |
| Pos.    | Atleta              | Nazione     | PO                     | PT                     | PO                  | PT                  | PO                 | PT                 | PO                       | PT                       | PO                | PT                | Punti Ordinali | Media Punti |
| ------- | ------------------- | ----------- | ---------------------- | ---------------------- | ------------------- | ------------------- | ------------------ | ------------------ | ------------------------ | ------------------------ | ----------------- | ----------------- | -------------- | ----------- |
| Oro     | Helen Meany         | Stati Uniti | 1                      | 85,5                   | 1                   | 77,5                | 1                  | 77,2               | 1                        | 78,7                     | 2                 | 74,2              | 6              | 78,62       |
| Argento | Dorothy Poynton     | Stati Uniti | 2                      | 81,2                   | 3                   | 75,0                | 2                  | 73,0               | 4                        | 68,2                     | 3                 | 69,3              | 14             | 73,34       |
| Bronzo  | Georgia Coleman     | Stati Uniti | 3                      | 79,7                   | 4                   | 72,4                | 3                  | 69,3               | 2                        | 76,7                     | 1                 | 80,0              | 13             | 75,62       |
| 4       | Ilse Meudtner       | Germania    | 7                      | 61,0                   | 2                   | 75,1                | 4                  | 67,3               | 5                        | 66,7                     | 4                 | 67,0              | 22             | 67,42       |
| 5       | Margret Borgs       | Germania    | 4                      | 64,5                   | 5                   | 72,1                | 7                  | 62,4               | 3                        | 69,2                     | 7                 | 57,6              | 26             | 65,16       |
| 6       | Lini Söhnchen       | Germania    | 8                      | 60,2                   | 6                   | 71,9                | 8                  | 61,1               | 6                        | 63,7                     | 6                 | 59,5              | 34             | 63,28       |
| 7       | Truus Klapwijk      | Paesi Bassi | 5                      | 63,0                   | 7                   | 63,2                | 6                  | 62,8               | 8                        | 57,0                     | 9                 | 53,1              | 35             | 59,82       |
| 8       | Alida van Leeuwen   | Paesi Bassi | 6                      | 62,9                   | 8                   | 61,2                | 9                  | 56,9               | 7                        | 60,4                     | 5                 | 63,5              | 35             | 60,98       |
| 9       | Klara Bornett       | Austria     | 9                      | 57,2                   | 9                   | 55,1                | 5                  | 63,8               | 9                        | 55,0                     | 8                 | 53,4              | 40             | 56,9        |
| 10      | Catharina Hesterman | Paesi Bassi | 10                     | 47,6                   | 10                  | 45,7                | 10                 | 47,7               | 10                       | 52,9                     | 10                | 47,1              | 50             | 48,2        |